# Russell Mulcahy
Russell Mulcahy, född 23 juni 1953 i Melbourne, är en australisk filmregissör.
Mulcahy började sin karriär som regissör av musikvideor i Australien under 1970-talet. 1976 flyttade han till Storbritannien och under 1980-talet var han en av de mest efterfrågade musikvideoregissörerna. Mulcahy var regissör till  Ultravox fyra första musikvideos, bl.a. Vienna, och han regisserade även videon till Bonnie Tylers Total Eclipse of the Heart och många videor för Duran Duran och Elton John.
Han hade också gjort två mindre uppmärksammade filmer (dokumentärfilmen Derek and Clive Get the Horn (1979) och skräckfilmen Razorback (1984)) innan han fick sitt genombrott med filmen Highlander 1986. Han regisserade även den första uppföljaren, Highlander II: The Quickening, som dock klipptes om utan hans inblandning. Han har sedan dess regisserat en rad långfilmer och TV-filmer, men ingen som har uppnått samma framgångar som Highlander. Bland hans övriga biofilmer är Ricochet (1991) och The Shadow (1994). 2003 gjorde han dramat Swimming Upstream och 2007 återvände han till den breda biopubliken med Resident Evil: Extinction efter att länge främst ha regisserat tv-filmer.

## Filmografi (urval)
- 2009 – Prayers for Bobby (TV-film)
- 2008 – The Scorpion King: Rise of the Akkadian
- 2007 – Resident Evil: Extinction
- 2006 – The Curse of King Tut's Tomb (TV-film)
- 2003 – Swimming Upstream
- 2001 – Bataljon saknad (TV-film)
- 2000 – On the Beach (TV-film)
- 1998 – Talos - Mumiens Förbannelse
- 1996 – Silent Trigger
- 1994 – The Shadow
- 1993 – McCoy
- 1992 – Blue Ice
- 1991 – Ricochet
- 1991 – Highlander II: The Quickening
- 1986 – Highlander
- 1984 – Razorback